# Treppenviertel

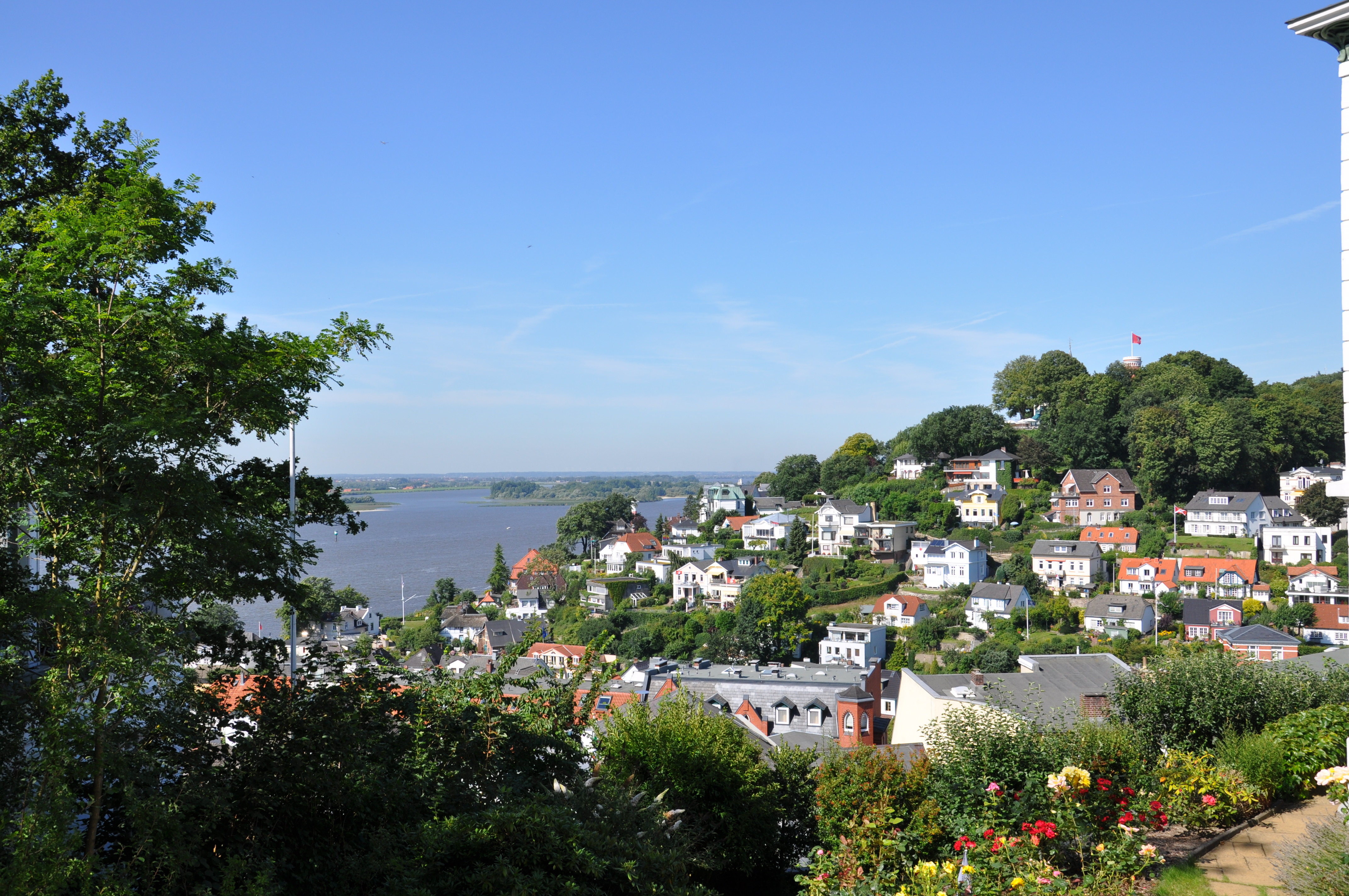
Blick vom Hessepark aufs Treppenviertel (2012)

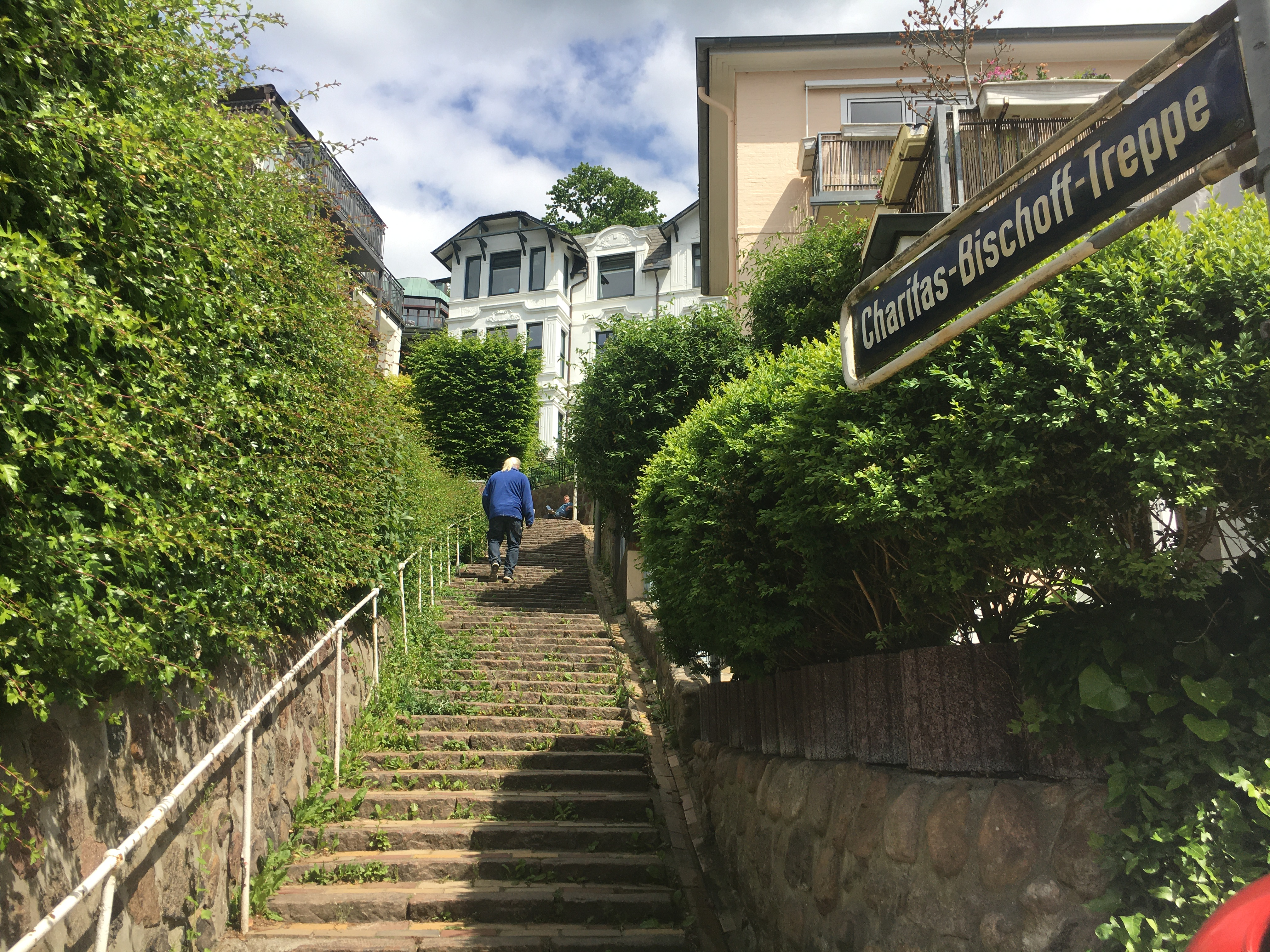
Charitas-Bischoff-Treppe

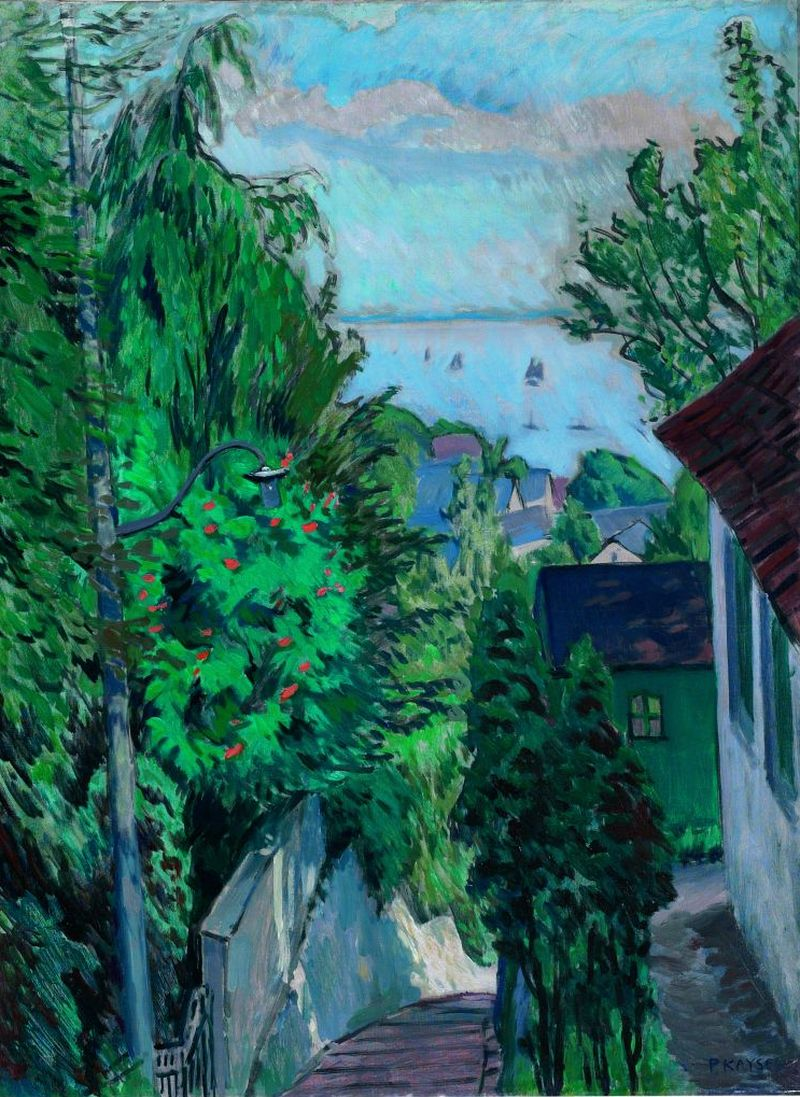
Das Treppenviertel auf einem Gemälde von Paul Kayser (um 1920)

Das Treppenviertel ist ein Quartier innerhalb des Hamburger Stadtteils Blankenese, etwa 10 Kilometer westlich des Stadtzentrums gelegen. Es wird vom Süllberg, Baurs Park und dem Hessepark sowie im Süden vom Ufer der Elbe begrenzt. Es gibt in ihm nur wenige befahrbare Straßen; die Mehrheit der Häuser ist nur zu Fuß über die etwa 5000 Stufen zu erreichen, die sich auf diverse Treppen verteilen.

## Lage, Architektur und Probleme
Die Lage am Elbhang wird in Reiseführern als „mediterran“ beschrieben und der Ausblick von den oberen Grundstücken reicht bei gutem Wetter bis zum Alten Land.
Das ehemalige Fischerdorf zeichnet sich durch einen hohen Bestand an Altbauten aus, allerdings wurden nach dem Zweiten Weltkrieg etliche historische „Tweehüser“ (einfache Doppelhäuser) abgerissen und durch moderne Bauten ersetzt, die den Charakter des Viertels verändert haben. Intakte Fischerhäuser finden sich heute noch Am Hang 1, Bremers Weg 1 und 5a (alle um 1850) und Op’n Kamp 9 (erbaut 1786). Moderat modernisierte Häuser mit „Lüttwohnungen“ (Kleinstbehausungen) für „Altenteiler“ befinden sich in den Straßen Rutsch 1 und 2 sowie Krumdal 14 und 18 (um 1800 erbaut). Im Zuge der Analysen für eine anstehende Renovierung stellte sich heraus, dass das Haus Elbterrasse 6 im Kern bereits 1570 erbaut wurde und damit das älteste erhaltene Haus im Bezirk Altona und eines der ältesten Häuser von Hamburg ist.
Eine besondere Herausforderung ist die Müllabfuhr im Treppenviertel, da dieses nicht von den Fahrzeugen der Hamburger Stadtreinigung angefahren werden kann. Deswegen existiert dort die Sackabfuhr als reguläre Form der Müllentsorgung. Nach Einschätzung des Senats gibt es mittelfristig keine Alternative zur Sackabfuhr.

## Berühmte Bewohner
Im Treppenviertel lebten beispielsweise die Künstler Paul Kayser und Paul Friedrichsen sowie die Schriftsteller Charitas Bischoff und Hans Leip, außerdem ab 1913 der Schriftsteller, Reichsaußenminister und Reichsinnenminister Adolf Köster und seine Ehefrau, die Porträt- und Landschaftsmalerin Käthe Mahr-Köster.